# 천룡팔부: 교봉전
《천룡팔부: 교봉전》(중국어: 天龍八部之喬峰傳, 영어: Sakra)는 2023년에 개봉한 홍콩의 모험, 무협, 액션 영화이다.
 왕정이 총감독을 견자단이 감독과 무술감독 그리고 주연을 맡았다.
 홍콩은 2023년 1월 19일에 대한민국은 2023년 1월 25일에 개봉되었다.

## 줄거리
개방의 방주가 되어 개방을 반석에 올린 교봉은 음모로 인해 개방을 떠나게 된다.

그러나 교봉을 죽이려는 세력과 이용하려는 세력은 천하무인들을 한자리에 모여

교븡을 죽이기로 계획하는데...

## 출연진

### 주연
- 견자단 - 교봉 역
- 천위치 - 아주 역

### 조연
- 류아슬 - 아지 역
- 혜영홍 - 루안싱주 역
- 오월 - 무롱푸 역